# Nauheim
Nauheim är en kommun och ort i Landkreis Gross-Gerau i Regierungsbezirk Darmstadt i förbundslandet Hessen i Tyskland.

## Kurort
Nauheim var tidigare en av Tysklands förnämsta kurorter. På orten fanns en urgammal salin. Redan 1338 omtalades, att man begagnade källorna för att genom inkokning vinna koksalt. Som kurort begagnades Nauheim först 1816, men förde ett tynande liv under konkurrensen med övriga likartade källor, och allt intresse var fäst vid den spelbank, som från början av 1850-talet till 1872 florerade i Nauheim. Mineralkällorna företedde utom sin temperatur och sin stora halt av fri kolsyra ingen större olikhet mot andra saltkällor, men genom arbeten av bröderna A. och T. Schott samt professor F. W. Beneke i Marburg påvisades Nauheimbadens stora betydelse vid hjärtsjukdomarnas behandling. Nauheim fick då en helt annan publik än den, som förut besökt densamma.
Utom vid hjärtsjukdomar begagnades Nauheimbaden vid bland annat reumatiska lidanden, och skrofulos. Säsongen i Nauheim räknades från 1 maj till 1 oktober och antalet patienter uppskattades (1913) till cirka 33 000.